# Organizacija
Organizacija (gr. ὄργανον órganon „alat“) društveni je poredak koji vodi kolektivne ciljeve. To obuhvaća i planiranje te izvršenje određenoga projekta.
U općoj jezičnoj uporabi kao i u znanosti (politologiji, sociologiji, poslovnoj administraciji) pojam organizacija koristi se vrlo raznoliko.
Organizacija je višeznačni termin, čija uporaba bez poznavanja sadržaja pojmova na koje se odnosi može dovesti do zabluda i nesporazuma. Osnovna četiri značenja pojma "organizacija" su:
- realni objekt, sustav društvenih elemenata i relacija između njih - entitet;
- skup aktivnosti koje su preduzete s ciljem uspostave takve funkcionalne relacije između elemenata objekta koje će omogućiti učinkovito ostvarivanje svrhe njegovog postojanja - djelatnost;
- rezultat usklađivanja odnosa unutar nekog objekta koji odražava njegovu strukturu i dinamičke osobine - atribut;
- skup pravila, zakonitosti i metoda čija upotreba omogućuje skladno oblikovanje i učinkovito funkcioniranje objekata - znanstvena disciplina[1]

Kod društvenih znanosti, organizacije proučavaju istraživači iz nekoliko disciplina, najčešće od kojih su sociologija, ekonomija, politologija, psihologija, upravljanja i organizacijska komunikacija.
Pojam organizacija strogo se dijeli od pojma institucija.

## Teorije organizacije
Postoje razne teorije organizacije sa svrhom istraživanja njihova nastanka, postojanja i načina djelovanja.
Značajne teorije organizacije su:
- Neo-institucionalizam
- Taylorizam
- Teorija troškova transakcije
- Teorija sustava
- Principal-Agent-Teorija
- Evolucionarni algoritam

## Vanjske poveznice
- Gesellschaft für Organisation
- na njemačkim jeziku, Institut für Organisation und Materialwirtschaft  Arhivirana inačica izvorne stranice od 18. svibnja 2008. (Wayback Machine) – Wirtschaftsuniversität Wien